# André Lhote
André Lhote, född 5 juli 1885 i Bordeaux, död 24 januari 1962 i Paris, var en fransk konstnär och inflytelserik lärare, skribent och konstkritiker.  

## Biografi
Lhote lärde sig tidigt träsnideri och att skulptera i trä tack vare en lärlingsplats hos den lokala möbelsnickaren i hemstaden Bordeaux. Efter en tid som lärling började han vid  École des Beaux-Arts i Bordeaux år 1898, där han studerade dekorativ skulptur fram till 1904. Under sin tid vid akademin började han måla på sin fritid och efter 1905 flyttade han till en egen studio i Paris för att hänge sig åt måleriet. Lhotes tidiga verk är influerade av impressionismen och konstnärer som Gauguin och Cézanne. Fem år efter flytten till Paris (1910) hade han sin första separatutställning på Galeri Druet.
Efter att ha arbetat i en fauvistisk stil intresserade Lhote sig för kubismen och anslöt sig till Section d'Or 1912 samt medverkade vid deras utställning på Salon de la Section d'Or.
Tillsammans med Gleizes, Villon, Duchamp, Metzinger, Picabia, Marcoussis och La Fresnaye utgjorde han det nya avant gardet. 
Vid första världskrigets utbrott blev Lhote inkallad, men avskedades 1917 innan krigsslutet. Han blev därefter delaktig i en konstnärsgrupp bestående av kubister med stöd av Léonce Rosenberg. 
1918 var Lhote en av grundarna till tidningen Nouvelle Revue Française, där han var aktiv fram till 1940. 
Åren 1918-1920 undervisade Lhote på Académie Notre-Dame des Champs och senare vid andra parisiska konstskolor, inklusive sin egen som han grundade i Montparnasse 1922. Lhote är representerad vid bland annat Moderna museet i Stockholm och Göteborgs konstmuseum.

## Urval av svenskar som studerat för André Lhote
- Signe Barth
- Björn Berg
- Olle Bærtling
- Tage Falkner
- Kulo Green
- Gunnel Heineman
- Torsten Härne
- Agda Holst
- Ragnar Johansson
- Leif Knudsen
- Greta Knutson-Tzara
- Georg Lagerstedt
- Bengt Lindström
- Tage Nilsson
- Brita Nordencreutz
- Bengtolle Oldinger
- Georg Pauli
- Åke Plantin
- Laila Prytz
- Harald Sandberg
- Philip von Schantz
- Robert Hancock
- Oscar Sivertzen
- Gösta Werner
- Hugo Zuhr
- Olof Ågren

Medlemmarna av gruppen De tolv, nämligen:
- Albert Abbe
- Svante Bergh
- Tora Vega Holmström
- Johan Johansson
- Emil Johanson-Thor
- Ivar Johnsson
- Anders Jönsson
- Nils Möllerberg
- Emil Olsson
- Jules Schyl
- Pär Siegård
- Jürgen Wrangel